# George Pearce

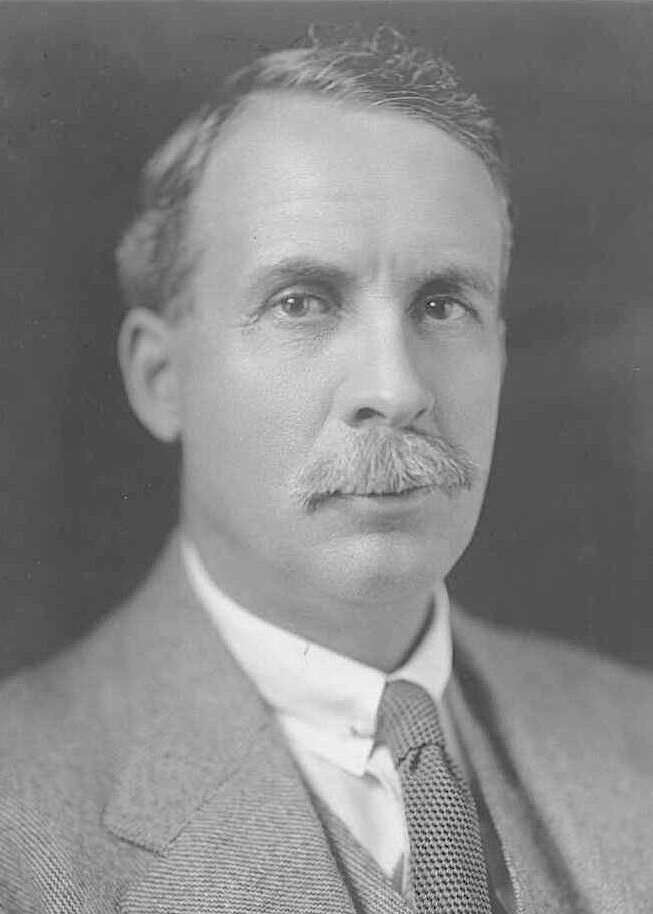
George Pearce (um 1915)

Sir George Foster Pearce KCVO (* 14. Januar 1870 in Mount Barker, South Australia; † 24. Juni 1952 in Melbourne, Victoria) war ein australischer Politiker und unter anderem Außenminister des Landes.

## Frühes Leben
Pearce, ein Teppichmacher, wurde in Mount Barker, South Australia geboren und besuchte in seiner Schulzeit die Red Hill Public School, bis er elf Jahre alt war. Er arbeitete immer wieder auf Farms und wurde später Teppichmacher in Adelaide, aber verlor dort seinen Job während der Wirtschaftsdepression 1891 und zog nach Western Australia. Dort schloss er sich der Amalgamated Society of Carpenters and Joiners an und wurde schnell in die Gewerkschafts-Bewegung involviert. Im April 1897 heiratete er Eliza Maud Barrett.

## Politische Karriere
Im Jahr 1893 half Pearce bei der Gründung der Progressive Political League, einem Vorgänger der ALP. Nachdem er sich selbst in Politik und Wirtschaft weitergebildet hatte, wurde er bei den ersten Bundeswahlen 1901 als Senator ins australische Parlament gewählt für Western Australia. Er gehörte nicht dem ersten Labor-Kabinett unter Premierminister Chris Watson im Jahr 1904 an. Im Jahr 1908 wurde er Verteidigungsminister in der Regierung von Andrew Fisher. Er überwachte die Errichtung des Marinecolleges in Jervis Bay und des Royal Military College Duntroon. Im Jahr 1914 trat Australien in den Ersten Weltkrieg ein. Nach Billy Hughes’ Aufstieg zum Premierminister wurde Pearce zum Stellvertretenden Vorsitzenden der Labor Party ernannt.
Während dieser Zeit wurden Stimmen nach der Einführung der Wehrpflicht in Australien immer lauter und entgegen der Ansicht der Mehrzahl seiner Parteikollegen war auch Pearce für deren Einführung. Wie zahlreiche andere Gründungsmitglieder der Partei folgte Pearce dem Premier Hughes in dessen neu gegründete National Labor Party (später Nationalist Party of Australia).
Viele der abtrünnigen Labor-Mitglieder spielten in den folgenden Jahren kaum noch eine Rolle, doch Pearce setzte seine Karriere erfolgreich fort. Nach Hughes’ Ablösung in der Nationalist Party of Australia übernahm Pearce auch ein Amt als Minister unter Stanley Bruce. Im Jahr 1932 trat Pearce der neu gegründeten United Australia Party bei, wo er bis zur Wahlniederlage einen Ministerposten unter Joseph Lyons einnahm. Zu dieser Zeit war er der letzte Senator, der schon 1901 bei den ersten Bundeswahlen Australiens gewählt worden war. Er war insgesamt 37 Jahre und drei Monate als Senator im Amt, was einen Rekord darstellt. Als Minister diente er insgesamt 24 Jahre und sieben Monate, was ein weiterer Rekord ist. Unter anderem war er Außenminister des Landes.
Pearce starb zu Hause in Elwood, einem Vorort von Melbourne. Er hinterließ zwei Söhne und zwei Töchter.

## Besonderheiten
George Pearce wurde 1927 als Knight Commander des Royal Victorian Order geadelt. Die RAAF Base Pearce ist nach ihm genauso wie der Vorort von Canberra, Pearce, nach ihm benannt. Zudem ist Pearce Namensgeber für den Pearce Peak, einen Berg in der Antarktis.